# Saqaliba
Saqaliba (arabsko: صقالبة, translit. : ṣaqāliba, arabsko ednina: صقلبي, translit. : ṣaqlabī) je bila v srednjeveški muslimanski Španiji oznaka za ljudstva, ki so prebivala med Črnim morjem in Konstantinoplom, pozneje predvsem za sužnje s tega področja. Končno se je pomen izraza razširil na vse tuje sužnje. 

## Prvotni pomen
Enciklopedija Britannica ima v geslu Saqalibah sledeče podatke:
V desetem stoletju je Španija kupovala Slovane, ki so jih Germani ulovili na pohodih po vzhodni Evropi. Ti ujetniki so bili navadno mladi dečki in so, skupaj s tistimi iz Galicije, Lombardije, Kalabrije in Frankovskih dežel, postali muslimani in so govorili arabsko; izvežbani so bili za vojake, za uradnike v državni administraciji ali za upravitelje haremov.
Število “sakalibov” v Španiji je naraščalo z umajadskimi načrti za širitev svojih posestev po Iberskem polotoku in po možnosti v severni Afriki. Samo za časa vladanja Abd ar-Rahmana III. je število sužnjev baje naraslo od približno 4000 enot na 14.000.  Povečanemu številu je odgovarjal tudi njihov višji položaj v muslimanski družbeni ureditvi.
Sakalibi so pridobivali bogastvo in svoje sužnje in so postali učenjaki in pesniki. Končno so dosegli pomembne politične pristojnosti v prestolnici in so zasedli visoke civilne in vojaške položaje; Umajadi so jih uporabljali kot protiutež vplivne arabske aristokracije. Tako je leta 939 Slovan Najda poveljeval umajadski vojski proti Ramiru II. iz Leona. Z odstavitvijo kalifa Hishama II. leta 1009 so Sakalibi postali ena od treh največjih skupnosti oziroma strank (taifas) v Cordobi, ki je naslednjih 23 let upravljala kalifat z izdajanjem in preklicem zakonov po svoji volji. V isti dobi državljanske vojne in splošne zmede (1009-91) so Sakalibi vzpostavili svojo oblast v krajih Denia, Tortosa, Valencia in Almería, čeprav niso osnovali dinastij kot druge taife – npr Arabci in Berberi. Vsekakor so bile razne manjše vladavine leta 1090-91 odpravljene in vključene v novo državo Almoravidov v Španiji.— Spletna stran Enciklopedije Britannica

## Poznejši pomen
Ko so kordovski Sakalibi prešli pod Almoravide, je beseda "sakaliba” postala poimenovanje slovanskih sužnjev in pozneje evropskih sužnjev sploh. 

## Arabski viri
Arabcem so Sakalibi opravljali veliko del; bili so služabniki, evnuhi, rokodelci, vojaki, ženske pa večinoma haremske konkubine. Velikokrat so bili kalifova osebna straža. V al-Andaluzu je bil saklabi sopomenka za evnuha.
Ostalo je veliko arabskih zapisov o slovanskih sužnjih. Teofan Spovednik je na primer poročal, da je okoli leta 660 omajadski kalif Muavija v Siriji sestavil vojsko iz 5.000 slovanskih plačancev (pozno 7. stoletje).  Prav tako v Sirijo so Omajadi namestili slovanskega poveljnika Nebulosa in njegovih 30.000 vojakov, ki so prestopili iz bizantinske v arabsko vojsko (na prelomu 7. in 8. stoletja).  Ibn Fadlan imenuje vladarja Volške Bolgarije Almiša kot “kralja Saqalibe” (okoli leta 923). Ibrahim ibn Jakub, ki je prepotoval Evropo na račun Kordovskega kalifata, je zapisal, da so Sakalibi divje napadalno ljudstvo, ki živi v gorati deželi “zahodno od Bolgarije in vzhodno od drugih Slovanov”; iz te dežele radanitski trgovci dobavljajo al-Andaluzu sužnje po Volški trgovski poti in njenih odcepih (10. stoletje).